# Nurse Jackie
Nurse Jackie er en amerikansk tv-serie, skabt af Evan Dunsky, Liz Brixius og Linda Wallem. Serien debuterede på Showtime den 8. juni 2009.